# مسعود ردایی
مسعود ردایی (زاده ۱۳۴۱ در شهر تهران) تهیه‌کننده و ایده پرداز ایرانی است. فیلم سینمایی مالاریا به تهیه‌کنندگی وی به بخش مسابقهٔ فستیوال فیلم ونیز راه یافت. فیلم مالاریا همچنین برنده جایزه بزرگ بهترین فیلم از جشنواره بین‌المللی فیلم ورشو ۲۰۱۶ است.

## فعالیت‌ها
- فیلم سینمایی رکسانا (۱۴۰۱)
- فیلم سینمایی فیگور (۱۳۹۹)
- فیلم سینمایی سال دوم دانشكده من (۱۳۹۶)
- فیلم سینمایی برف سرخ (۱۳۹۵)
- فیلم سینمایی مالاریا (۱۳۹۴)
- فیلم سینمایی سه بیگانه (۱۳۹۳)
- عالیجناب در شبکه نمایش خانگی
- سریال بیمار استاندارد
- سریال اولین انتخاب
- سریال تهران پلاک یک
- یه شام خوب
- تله فیلم باور آرامش
- تله فیلم تله فیلم فصل تازه
- فیلم مستند سینمایی آن ۲ ساعت
- فیلم مستند سینمایی دست‌های خالی
- فیلم مستند اطلسی‌ها

## سوابق
آغاز فعالیت‌های هنری و تبلیغاتی را از سال ۱۳۶۳ با همکاری در گروه اجتماعی شبکه اول سیما و تهیه‌کنندگی تعدادی از برنامه‌های تلویزیونی آغاز نمود. این روند فعالیت‌ها در سال‌های ۱۳۷۵ به بعد در شکل ایده پرداز کمپین‌های تبلیغاتی در زمانیکه در ابتدای آغاز تبلیغات تجاری در کشور بود ادامه پیدا کرد. نظریه تبلیغاتی «صا ایران هر روز بهتر از دیروز» و اجرای کمپین‌های تبلیغاتی آن تا پایان سال ۱۳۸۰، برندی ماندگار و با شعار بیاد ماندنی اش بجای گذاشت. در سال ۸۶ ایده جدید تبلیغاتی همراه اول با شعار «هیچ‌کس تنها نیست» مولود و در ادامه همان تفکر خلاقانه و ایده پردازانه او بود. او مجدداً در سال ۱۳۹۰ به عنوان تهیه‌کننده به عرصه سینما و تلویزیون بازگشت.